# Петорка
„Петорката“ (официално Комитет на петимата) е политическа организация в България. Съществува от май 1936 до 1939 г.
Тъй като след Деветнадесетомайския преврат от 1934 г. политическите партии са забранени, „Петорката“ действа като неформална организация на петима от лидерите на забранените партии – Димитър Гичев (БЗНС „Врабча 1“), Кръстьо Пастухов (БРСДП), Григор Василев (Демократически сговор), Георги Генов (Радикална партия) и Боян Смилов (Националлиберална партия).
Групата е сформирана през май 1936 година след поредното отлагане на провеждането на избори и се обявява за възстановяване на Търновската конституция и на парламентарния режим в страната. През декември 1936 г. изработват програмен документ „Всенародно искане до царя“, в която настояват за незабавно възстановяване на Търновската конституция, провеждане на свободни парламентарни избори и управлението на България да се поеме от отговорно конституционно правителство. През януари 1938 г. става част от Демократическото обединение, участващо в парламентарните избори през март 1938 г. Явяват се с общи кандидати и с обща предизборна платформа. В XXIV обикновено народно събрание има 44 народни представители. В началото на 1939 г. от „Петорката“ излизат Националлибералната и Радикалната партия, а малко по-късно се и разпада.